# Tom McBreen
Tom McBreen, né le 31 août 1952 à Spokane, est un nageur américain.

## Carrière
Tom McBreen participe aux Jeux olympiques d'été de 1972 à Munich et remporte la médaille de bronze dans l'épreuve du 400 m.
Il remporte auparavant en 1971 l'épreuve du 1500 mètres nage libre des Jeux panaméricains disputés à Cali en Colombie et, en août de cette même année, il bat le record du monde du 400 mètres nage libre, lors des championnats des États-Unis à Houston, dans le temps de 4 min 2 s 1, en devançant l'ancien détenteur du record, le suédois Gunnar Larsson [2].